# Energietransitie

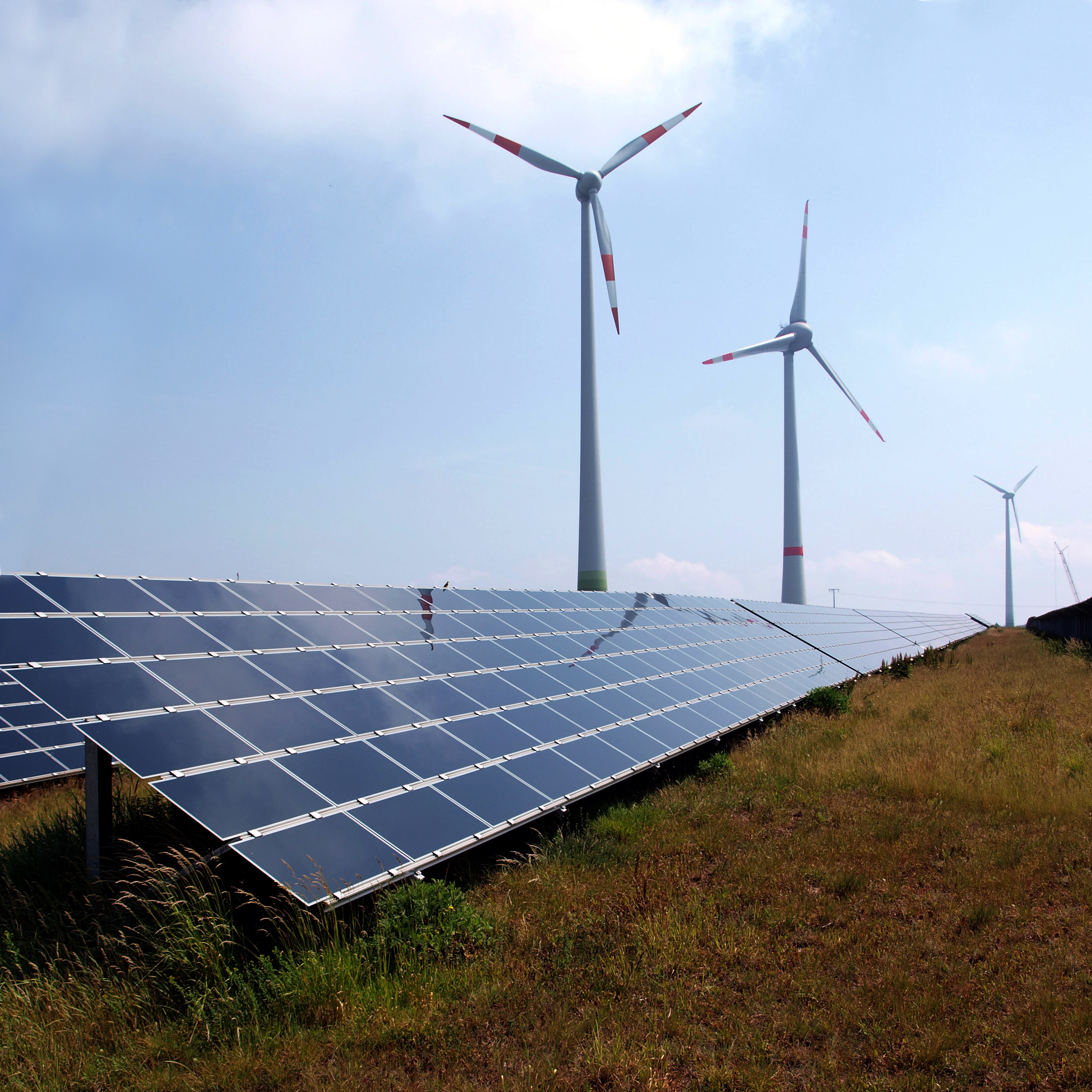
Zonnepanelen en windturbines bij een windpark in de Duitse deelstaat Rheinland-Pfalz

Energietransitie is de overgangsperiode in een maatschappij naar de situatie, waarin de energievoorziening structureel anders van aard en vorm zal zijn dan het bestaande, vooral op fossiele brandstof gebaseerde gecentraliseerde energiesysteem. In het nieuwe systeem is fossiele brandstof grotendeels vervangen door duurzame energiebronnen, is er veel aandacht voor energiebesparing en energieopslag, en is de energievoorziening decentraal georganiseerd. In Nederland wordt de overgang van overheidswege bevorderd.
Het met deze transitie verbonden beleidsdoel is door ruim 150 landen neergelegd in het Klimaatakkoord van Parijs. Dit klimaatakkoord werd gesloten om een halt toe te roepen aan de - als ongewenst beschouwde - stijging van de jaarlijkse, gemiddelde wereldtemperatuur, of global warming. Met het akkoord wil men de cumulatieve, dat is de van alle jaren bij elkaar opgetelde, gemiddelde temperatuurstijging op aarde, gemeten vanaf het begin van de industriële revolutie in Engeland (1750) tot heden, beperken tot minder dan 2 °C. De overeengekomen afspraken  die tot het verdrag voerden betekenden een doorbraak. De uitwerking ervan verschilt echter sterk per land, en niet alle ondertekenende landen onderkennen de urgentie van een energietransitie. Er is wereldwijd veel discussie over de effecten en vormgeving van de energietransitie die sterk verschilt per land en in veel landen nog nauwelijks is begonnen. Uit een analyse van de huidige toezeggingen om de uitstoot tussen 2020 en 2030 te verminderen, blijkt dat bijna 75 procent van de klimaatbeloften gedeeltelijk of volledig onvoldoende zijn om bij te dragen aan het verminderen van broeikasgasuitstoot met 50 procent tegen 2030, en sommige van deze toezeggingen zullen waarschijnlijk niet worden gerealiseerd.
In 2017 was het brandstofgebruik in de wereld 15% hernieuwbaar met grote verschillen tussen landen. In Rusland 1%, Nederland 3%, de VS 8%, India 36%, Nigeria 84%. Het elektriciteitsgebruik was in de wereld 21% duurzaam, in Zuid-Korea 3%, Nederland 15%, de EU 30%, Brazilië 74%, Noorwegen 98%. De CO2-uitstoot verschilt ook sterk per land en per persoon: China 7,7 ton pp; de VS 16 ton pp; Duitsland 10 ton pp; India 1,8 ton pp; Nigeria 0,5 ton pp.
Energie- en klimaatonderzoekers van o.a. het Internationaal Energieagentschap hebben scenario's geschreven die een basis voor beleidskeuzes kunnen vormen omdat ze een beeld schetsen van verschillende denkbare ontwikkelingen, de maatregelen die daarvoor nodig zijn en de organisatie van nieuwe energiesystemen.

## Redenen voor een energietransitie
| Land/regio       | Gton CO2 | Ton CO2 / capita |
| ---------------- | -------- | ---------------- |
| Wereld           | 37,1     | 4,9              |
| China            | 10,9     | 7,7              |
| Verenigde Staten | 5,1      | 15,7             |
| Europese Unie    | 3,5      | 7,0              |
| India            | 2,5      | 1,8              |
| Rusland          | 1,8      | 12,3             |
| Japan            | 1,3      | 10,4             |
| Zuid-Korea       | 0,7      | 13,2             |
| Iran             | 0,7      | 8,3              |
| Saoedi-Arabië    | 0,6      | 19,4             |
| Canada           | 0,6      | 16,6             |

Er zijn ten minste twee belangrijke redenen voor een energietransitie.
Ten eerste zijn fossiele brandstoffen schadelijk voor het milieu door onder andere de CO2 die uitgestoten wordt bij verbranding. Wereldwijd was dat 32 gigaton (4,4 ton per persoon) in 2015. De mondiale temperatuur kan stijgen naar 1,5 tot 2 °C boven het pre-industriële niveau door verdere emissie in de komende decennia van totaal ca. 500 tot 1000 Gt (het koolstofbudget).§2.1.2 In 2018 was de emissie gestegen tot 33 Gt.
Niet alleen bij verbranding, ook bij het winnen en raffineren van aardolie en zuiveren van aardgas komt kooldioxide vrij, methaan dat een sterk broeikasgas is, en stikstofoxiden. Inclusief deze "indirecte" uitstoot, omgerekend naar een kooldioxidehoeveelheid met hetzelfde klimaateffect (CO2-equivalent), was de wereldwijde broeikasgasemissie 52 Gt (6,8 ton per persoon).Appendix B De tabel toont landen/regio's met de meeste kooldioxide-emissie in 2017, in gigaton en in ton per persoon.
De kooldioxide-uitstoot daalde in 2020 5,8%, bijna 2 Gt, maar het IEA verwacht 4,8% stijging in 2021.
De winning of verwerking van fossiele brandstoffen gaan gepaard met meer problemen, zoals water- en bodemverontreiniging. Ook stoot de verbranding van kolen roet en fijnstof uit, wat de menselijke gezondheid aantast. Deze luchtverontreiniging veroorzaakt jaarlijks miljoenen doden. In China is dit een belangrijke reden voor de stimulering van schone energiebronnen.
Ten tweede raken de olie- en gasreserves langzaam uitgeput. Daarbij komt dat olie, en in mindere mate ook aardgas, door andere landen, zoals Nederland, geïmporteerd worden uit landen als Saoedi-Arabië en Rusland. Door te dreigen die levering te verminderen hebben zij hiermee politieke druk in handen. Dit argument weegt voor veel West-Europese landen vooral zwaar sinds Rusland begin 2006 en 2009 de gaskraan naar Oekraïne dichtdraaide na wanbetalingen.
De energietransitie stelt nog diverse problemen, onder meer kosten, balancering, milieueffecten (zoals grondstofwinning en ruimtebeslag). Ook zijn sommige sectoren pas op termijn te verduurzamen. Voor sommige problemen dagen oplossingen, maar andere vragen nog veel aandacht, zoals biomassa en energieopslagtechniek.

## Problemen en mogelijke oplossingen

### Kosten
De marktprijzen voor verschillende alternatieve energiebronnen zijn - of worden - lager dan die van fossiele brandstoffen. Zo waren in 2018 42% van de kolencentrales wereldwijd verliesgevend en zou het in 2030 goedkoper zijn deze centrales te sluiten en nieuwe capaciteit voor hernieuwbare energie te bouwen. Volgens het Internationaal Agentschap voor hernieuwbare energie waren de gemiddelde productiekosten van duurzame elektriciteit in 2018, in dollarcent per kWh: waterkracht 4,7; zonnepanelen 8,5; wind op zee 12,7; wind op land 5,6. Meer dan driekwart van de wind- en viervijfde van de zonne-energie die in 2020 in gebruik is genomen, zou goedkoper elektriciteit produceren dan met fossiele brandstof, ook zonder subsidie. Toch waarschuwen insiders dat de kosten van grondstoffen voor hernieuwbare energie sedert 2021 zijn gestegen, en dat er mogelijk een einde is gekomen aan de kostendaling in de productie van hernieuwbare energie.
Het is bijzonder moeilijk de (maatschappelijke) kosten van alle energievormen precies in kaart te brengen. Het gaat om lange ketens, van winning, productie, bouw tot exploitatie en eventueel saneren van vervuiling. Er zijn ook kosten voor bijvoorbeeld integratie in het energiesysteem, zoals opslag, transmissie en distributie.

### Opslag en balancering
Energieopslagtechniek wordt gebruikt om vraag en aanbod van elektriciteit in het elektriciteitsnet te balanceren. De energiebronnen zon en wind zijn intermitterend beschikbaar zodat veel energieopslag nodig is. Pompcentrales worden hiervoor het meest gebruikt, maar ook accu's, zoals de Vanadium-redox-accumulator.
Elektriciteit opslaan en later weer gebruiken veroorzaakt verlies. Er zijn andere manieren om elektriciteitsvraag en -aanbod te balanceren, zoals reguleren van de vraag (smart grid) en uitwisselen van aanbod met andere landen of gebieden. Het weer is niet overal hetzelfde dus er kan in het ene gebied tekort zijn als er elders overschot is. Er is dan minder opslag nodig. Er zouden dan echter wel extra bovengrondse hoogspanningsleidingen nodig zijn, zeker als ook ruimteverwarming 100% elektrisch met warmtepompen zou gebeuren, leidend tot extra horizonvervuiling, tenzij de (dure) optie van ondergrondse hoogspannings-DC-kabels wordt gekozen..

### Milieueffecten

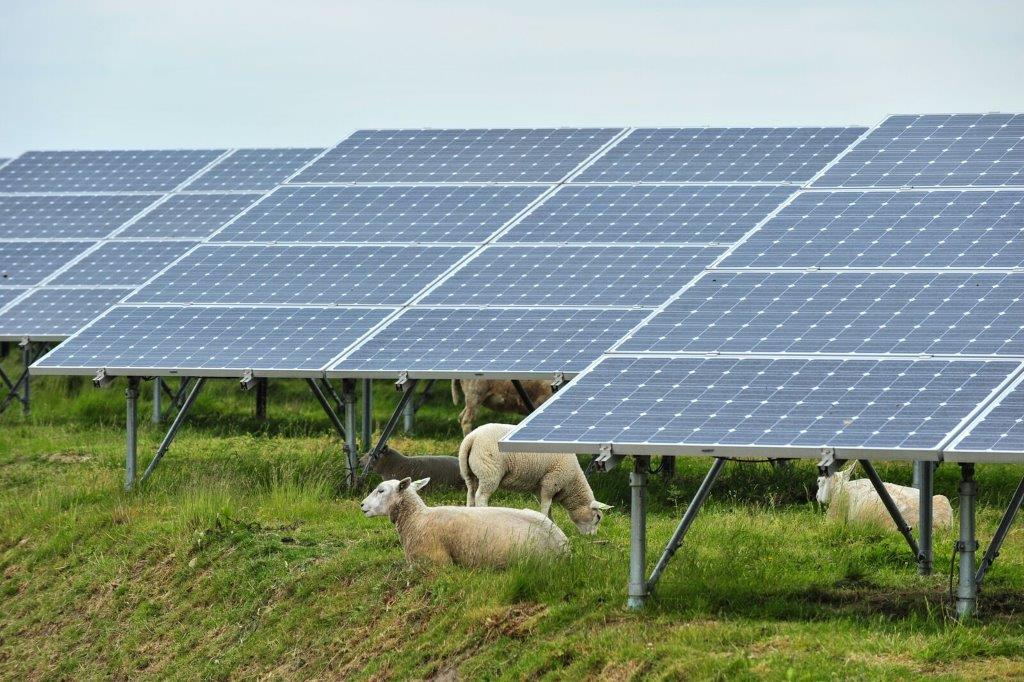
Zonnepanelen in België die zowel energie opwekken alsook schaduw bieden aan de schapen in de weide

Zonne- en windparken beslaan veel ruimte. Voor zonnepanelen is in principe veel ruimte beschikbaar op daken van woningen en bedrijfsgebouwen, hoewel niet alle gebouwen geschikt zijn door ligging of constructie. Panelen kunnen ook buiten stedelijke gebieden, op land, opgesteld worden. Door slimme constructies, flexibel, schuin of hoog, kan medegebruik voor landbouw- natuur- of andere doeleinden mogelijk blijven. Er zijn ook zonnepanelen die drijven op plassen en meren.
Windturbines in landelijke gebieden staan doorgaans voldoende ver van elkaar om 99% van de tussenliggende ruimte te kunnen gebruiken voor landbouw, zie Windenergie#Ruimtebeslag. Windturbines kunnen overlast aan mensen en dieren veroorzaken en als landschapsontsierend worden ervaren. Nieuwe windturbines zijn stiller en via aanpassingen zoals lichtsignalen of tijdelijke uitschakeling kunnen effecten op vogels en mensen verminderd worden. Steeds meer windparken worden op zee geplaatst.
Voor windturbines en zonnecollectoren zijn grondstoffen nodig. Van sommige zoals koper en kobalt gebeurt de winning niet altijd milieu-(en mens-)vriendelijk.

### Specifieke sectoren
De transportsector in de wereld gebruikte in 2017 48% van de fossiele brandstof en 2% van de elektriciteit.p. 60 Elektrificering van het vervoer kan de kooldioxide-uitstoot sterk verminderen mits ook elektriciteit duurzamer opgewekt wordt. In het wegtransport groeit het aantal EVs (elektrische voertuigen) in 2018 tot 5 miljoen, waarvan bijna de helft in China. Dit is nog niet 1% van het totale aantal voertuigen. In maart 2021 was het aantal EVs 11,5 miljoen. Consumentenvoorkeuren voor SUV's kunnen de voordelen van elektrische auto's neutraliseren. Het aantal elektrische tweewielers groeide tot 300 miljoen, bijna allemaal in China. In lucht- en scheepvaart is het percentage elektrisch vrijwel nul. De luchtvaart is lastig te verduurzamen doordat de inzet van elektriciteit beperkt kan zijn, en nieuwe brandstoffen (biokerosine) niet op korte termijn te verwachten zijn.
Industrie en landbouw in de wereld gebruikten in 2017 32% van de fossiele brandstof voor motoren en verwarming en als grondstof. Duurzaam opgewekte elektriciteit als oplossing zal voorlopig problematisch zijn bij bijvoorbeeld hoogovens, die cokes gebruiken, bij plasticproductie met aardolie als grondstof en in de cementindustrie, die veel CO2 uitstoot. Hoogovenslak kan cement grotendeels vervangen.
Fossiele brandstof kan vervangen worden door biobrandstof, maar dat is beperkt beschikbaar onder andere omdat het concurreert met de voedselvoorziening. Ook waterstof, geproduceerd door elektrolyse van water, kan worden gebruikt, bijvoorbeeld in de staalindustrie, maar vereist veel duurzaam opgewekte elektriciteit.
In gebouwen werd in 2017 13% fossiele brandstof verstookt. Door de inzet van elektromotoren en elektrische warmtepompen die veel efficiënter zijn, kan het energiegebruik dalen, maar met name de energievoorziening in de woningsector is moeilijk stuurbaar.

## Energietransitie in Europa en Rusland
In de EU28 is de uitstoot van broeikasgas afgenomen van 5,2 Gt in 2005 tot 4,4 Gt in 2018 (8,7 ton per persoon). Daarvan was het kooldioxideaandeel 3,4 Gt in 2018. In 1990 was de emissie van broeikasgas 5,7 Gt.p. 57,61,65
Het doel is om de uitstoot van broeikasgassen tegen 2050 met 80-95% te verminderen met mijlpalen van 40% en 60% reductie in 2030 respectievelijk 2040.p. 9
Zie ook Lijst van windmolenparken in de Noordzee en North Sea Wind Power Hub.
Landen in volgorde van kooldioxide-emissie in 2017:

### Rusland
De broeikasgasuitstoot in Rusland groeide van 2005 tot 2018 van 2,1 tot 2,5 gigaton (17 ton per persoon). Daarvan was het kooldioxideaandeel in 2018 1,7 Gt.p. 57,61,65
De elektriciteitsopwekking was in 2017 voor 64% fossiel, 19% nucleair en 17% met waterkracht.p. 391 Siemens Gamesa Renewable Energy bouwde in 2020 een paar grote windparken in Zuid-Rusland. Het aandeel van zonne- en windenergie zal naar verwachting in 2040 niet meer dan 1% bedragen.
Rusland heeft zijn plan nog niet ingediend om de uitstoot te verminderen volgens het Klimaatakkoord.
Mogelijke ‘positieve’ effecten van klimaatopwarming zijn een verminderd energieverbruik in koude streken, uitbreiding van landbouwgebieden en het mogelijk worden van scheepvaart in de Noordelijke IJszee, wat vaarroutes korter maakt.

### Duitsland

Scenario voor elektriciteitsopwekking in Duitsland van 2005 tot 2050 in terawattuur per jaar. De schaalverdeling van de grafiek wijkt af vanaf 2030.

De energietransitie in Duitsland, ook wel de Energiewende genoemd, is het plan om in Duitsland over te schakelen op betaalbare hernieuwbare energie. Hierbij worden alle kerncentrales uiterlijk tegen 2022 buiten dienst gesteld. Tijdens een bijeenkomst in de kanselarij in 2020 kwamen de federale regering en de vier bruinkoolproducerende staten overeen de kolengestookte elektriciteitsopwekking in 2035 te beëindigen.
De uitstoot van broeikasgas was in 1990 1,2 gigaton en daalde in de periode 2005-2018 van 1,0 tot 0,9 Gt.p. 61 De daling was groter geweest als in die periode de elektriciteitsopwekking met kerncentrales niet sterk gedaald was.
Het aandeel van duurzame bronnen in het elektriciteitsgebruik in Duitsland steeg van 6% in 2000 tot 36% in 2017. In het eerste kwartaal van 2019 was het aandeel 45%. Eind februari stond 47 GW PV-vermogen opgesteld volgens de Bundesnetzagentur.
Het doel is, in vergelijking met 1990, de uitstoot van broeikasgas ten minste 55% te verminderen in 2030, 70% in 2040 en meer dan 80% in 2050. Het eindgebruik van energie moet 30% duurzaam zijn in 2030, 45% in 2040 en 60% in 2050. Voor het elektriciteits-eindgebruik zijn de streefcijfers minstens 50% in 2030, 65% in 2040 en 80% in 2050.
Een probleem is vooralsnog het energietransport. Windenergie wordt hoofdzakelijk opgewekt in het noorden en zonne-energie in het oosten. Het industriële energieverbruik concentreert zich echter in het zuiden. De vier geplande gelijkstroom-hoogspanningslijnen, die ondergronds worden gelegd om weerstand van de bevolking langs de trajecten te verminderen, zijn niet toereikend voor het transport van de benodigde duurzame elektriciteit die voorzien is voor 2050.

### Verenigd Koninkrijk

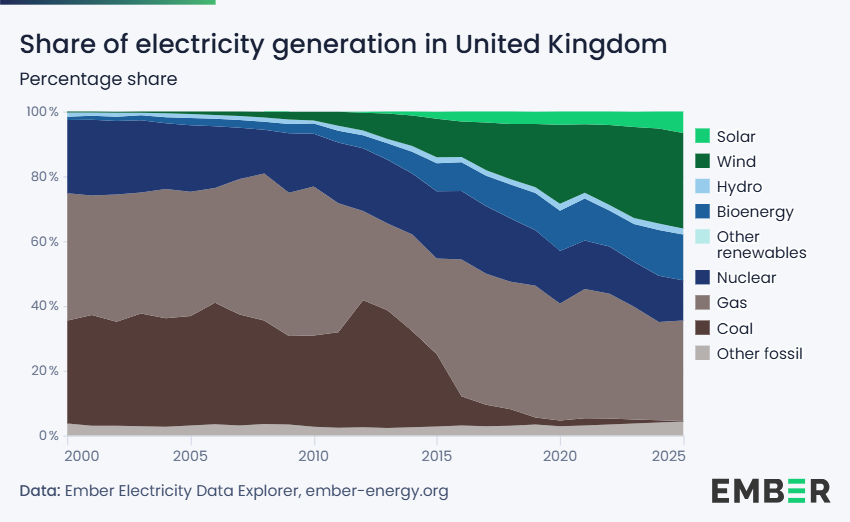
Elektriciteitsproductie in het Verenigd Koninkrijk per bron - procentueel aandeel

De broeikasgasemissie in het Verenigd Koninkrijk daalde in de periode 2005-2018 van 0,6 naar 0,5 gigaton per jaar. In 1990 was de uitstoot van kooldioxide 0,8 Gt.p. 61 De Climate Change Act 2008 introduceerde de wettelijke bindende doelstelling voor 2050 om broeikasgasemissies met ten minste 80% te verminderen ten opzichte van het niveau van 1990.
Kernenergie leverde in 2018 bijna een vijfde van de Britse elektriciteit, maar op een na zijn alle huidige kerncentrales tegen 2030 met pensioen. Slechts één nieuwe nucleaire centrale is in aanbouw. Elektriciteit werd voor 35% duurzaam en voor 5% met kolen opgewekt; de regering wil stoppen met kolen tegen 2025.

### Italië

Elektriciteitsproductie in Italië per bron

De uitstoot van broeikasgas daalde in Italië in de periode 2005-2018 van 0,6 naar 0,4 gigaton (7 ton per persoon) per jaar.p. 61,65 Elektriciteitsopwekking was in 2017 voor 64% fossiel, 12% met waterkracht en 24% overig duurzaam.p. 155
De regering streeft naar verhoging van zonnestroom van 23 TWh in 2015 naar 74 TWh en 30% hernieuwbaar eindgebruik in 2030.

### Frankrijk

Elektriciteitsproductie in Frankrijk per bron

In Frankrijk is de uitstoot van broeikasgas vrijwel constant 0,5 gigaton (7 ton per persoon) per jaar.p. 61,65 Elektriciteitsopwekking was in 2017 voor 11% fossiel, 70% nucleair en 17% duurzaam.p. 132
Frankrijk heeft in de jaren 60 en 70 een energietransitie doorgemaakt, toen het land in twintig jaar overschakelde van steenkool naar kernenergie. Er zijn nu 58 kernreactoren met totaal 63 GW elektrisch vermogen. De meeste zijn aan het eind van hun levensduur. Het land wil de komende jaren ten minste zes en mogelijk 14 nieuwe centrales bouwen om de klimaatdoelen te halen. De capaciteit van duurzame elektriciteit zal 74 GW in 2023 zijn en meer dan 100 GW in 2028. Het doel is 32% hernieuwbare elektriciteitsopwekking in 2030.

### Polen
De broeikasgas-uitstoot in Polen was in de periode 2005-2018 steeds rond 0,4 gigaton per jaar.p. 61
Elektriciteit-opwekking was in 2017 voor 78% met kolen, 6% met gas en 14% duurzaam.p. 184
Het totale hernieuwbare-energiegebruik in 2016 was 11% (meest biomassa). Sinds 2012 hebben grote energiebedrijven sterk gelobbyd tegen hernieuwbare energiebronnen en meer staatssteun gevraagd voor het stabiliseren van het energiesysteem. Als gevolg hiervan hebben netwerkexploitanten extra winst gemaakt ten koste van eigenaren van kleine installaties voor duurzame energie.
In september 2020 kwamen de Poolse regering en de mijnwerkersvakbond een vertrekdatum overeen: alle Poolse kolenmijnen moeten tegen 2049 gesloten zijn. Het doel is om in 2030 het aandeel elektriciteit uit steenkool terug te brengen van 70 naar maximaal 56% en het aandeel hernieuwbare energie te verhogen tot minimaal 32%. Polen kiest voor kernenergie om het wegvallen van de kolencentrales op te vangen en de klimaatdoelen te halen.

### Spanje
De uitstoot van broeikasgas in Spanje was in de periode 2005-2018 steeds rond 0,4 gigaton per jaar.p. 61 Elektriciteit-opwekking was in 2017 voor 46% fossiel, 21% nucleair, 7% waterkracht en 26% overig duurzaam.p. 196
Zonnestroom werd goedkoop in 2015 en in eigen beheer gebruikt en opgeslagen omdat levering aan het elektriciteitsnet zwaar belast werd. Deze "sun tax" is eind 2018 afgeschaft.
Het doel is 42% hernieuwbare energie in 2030.

### Nederland

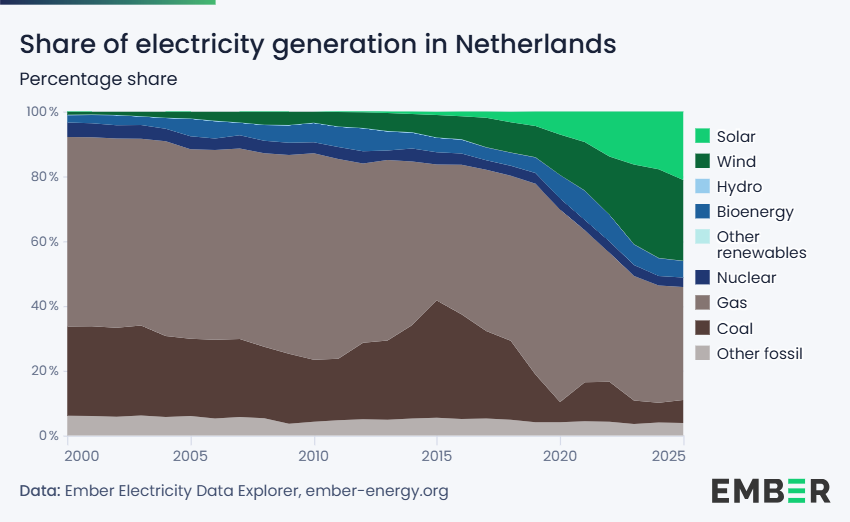
Elektriciteitsproductie in Nederland per bron - procentueel aandeel

In Nederland was de broeikasgasemissie 220 megaton in 1990 en in 2018 15% minder. In 2020 moet 14% van alle gebruikte energie in Nederland uit duurzame bronnen komen, in 2023 moet dat 16% zijn, maar in 2017 was het pas 7%, het na Luxemburg laagste percentage in de Europese Unie. In 2019 was het volgens het CBS 8,6%. Het Urgenda-doel (25 procent minder uitstoot van broeikasgassen dan in 1990) zal naar verwachting niet gehaald worden. De Klimaatwet (mei 2019) bepaalt dat de uitstoot van broeikasgassen in 2030 minstens 49% en in 2050 95% vermindert ten opzichte van 1990. Ook de 49% reductie zal niet gehaald worden volgens het Planbureau voor de Leefomgeving (PBL).
Nederland geeft nog altijd voor meer dan acht miljard euro per jaar staatssteun aan de fossiele-energiesector, stellen Milieudefensie en Oil Change International. Dit terwijl in 2013 is beloofd, dat die steun uiterlijk dit jaar afgebouwd zou zijn.
Windenergie is een belangrijke vorm van duurzame energie om deze doelen te halen.
In 2019 stond circa 1 GW windturbine-capaciteit in zee. Voor de Noord- en Zuid-Hollandse kust komen in 2023 windparken die zonder subsidie geëxploiteerd worden door Vattenfall en Shell-Eneco. Er moet dan voor minimaal 4,7 GW vermogen aan windparken op zee staan, die dan 16% van alle elektriciteit leveren. De regering heeft als doel om dit in 2030 op ca. 11 GW te hebben gebracht. De bijdrage van de windturbines in zee is dan 40% van alle elektriciteitsverbruik.
Zonne-energie groeit ook sterk. In 2018 werd 1,4 GW PV-panelen geïnstalleerd, waarmee het totale vermogen toenam tot 4,3 GW. In dat jaar werd 3,15 TWh PV-energie geproduceerd, 3% van het totale elektriciteitsgebruik.
In februari 2018 besloot het kabinet-Rutte III om de winning van aardgas in Noordoost-Groningen af te bouwen en rond 2030 te staken. Daarnaast bepaalde het op 18 mei 2018, dat de twee oudste kolengestookte elektriciteitscentrales in het land, de Amercentrale en de Hemwegcentrale, uiterlijk in 2024 moeten overschakelen op een duurzame brandstof, bijvoorbeeld houtsnippers. Voor de nieuwgebouwde kolencentrales op de Maasvlakte en in de Eemshaven geldt hetzelfde per 2029. Op 21 december 2019 werd bekend dat de Centrale Hemweg 8 binnen enkele dagen wordt gesloten. In april 2020 voert het kabinet een uitstootplafond in voor kolencentrales.
Volgens het nationale Klimaatakkoord (juni 2019) wil de regering in Europa pleiten voor 55% minder broeikasgas-uitstoot in 2030, meer dan volgens het 49% basispakket. Dit betekent dat deze emissie dan niet 165 Mt maar 123 Mt zal zijn inclusief indirecte uitstoot, als volgt verdeeld per sector:Tabel 3.2
Voor gebouwen is het doel in 2030 de uitstoot van broeikasgas te reduceren tot 16 Mt door betere isolatie en vervanging van aardgas door warmtepompen, aardwarmte of industriële restwarmte.
In het verkeer is het streven naar 26 Mt uitstoot: uiterlijk in 2030 alle nieuwe auto's emissieloos, elektrisch of op waterstof.
Voor de industrie is het doel 40 Mt emissie. Daarvoor komt een CO2-heffing, die weer benut wordt voor vergroening van de industrie.
In de landbouw zal het 28 Mt worden. Bij elektriciteitsproductie wordt gestreefd naar 13 Mt uitstoot. Daarvoor moet 120 TWh duurzaam opgewekt worden (gelijk aan het totale elektriciteitsgebruik in 2015).
Energieprijzen in Nederland schommelen fors sinds het uitbreken van de oorlog in Ukraine en de daaropvolgende energiecrisis. De prijzen worden ook beïnvloed door spanningen in het Midden-Oosten, onderhoud van energiecentrales en beperkingen op de olie en gasmarkt, door bijvoorbeeld de OPEC.

### België

Elektriciteitsproductie in België per bron

In de periode 2005-2017 daalde de emissie van kooldioxide van 120 naar 104 megaton (9 ton per persoon) per jaar.p. 48
België had zich geëngageerd om tegen 2020 13% van alle energie uit hernieuwbare bronnen te halen.
Voor de jaren daarna werkte de regering-Michel I aan een Energiepact met de voorgenomen kernuitstap. Maar regeringspartij de Nieuw-Vlaamse Alliantie verzette zich tegen de sluiting van de jongste kerncentrales. De regering-Michel II, regering-Wilmès, regering-Wilmès II en regering-De Croo bevestigden de kernuitstap. Nucleaire productie wekt de helft van de elektriciteit op.
Aardgas zou kernenergie moeten vervangen nadat die in 2025 is uitgefaseerd. Daartoe zijn drie STEG-centrales gepland te Tessenderlo (900 MW), Vilvoorde (875 MW) en Manage (870 MW). In 2021 hebben de bestendige deputaties van de provincies Limburg en Vlaams-Brabant de omgevingsvergunning geweigerd voor de gascentrales te Dilsen-Stokkem en Vilvoorde, maar hoger beroep is aangetekend. De Europese Commissie heeft geen bezwaar tegen de subsidiëring van gascentrales. Greenpeace en Bond Beter Leefmilieu laten hun bezwaren tegen de gascentrales varen. De overheid legt op dat de gascentrales tegen 2050 CO2 neutraal moeten zijn, maar het is onduidelijk hoe.
In 2019 stonden voor de Noordzeekust windparken met samen 1556 MW vermogen. In 2020 werd dit 2262 MW waarmee 8 TWh per jaar wordt opgewekt, ongeveer 10% van de totale elektriciteitsvraag.
Verwacht wordt dat hernieuwbaar vermogen (exclusief waterkracht) zijn capaciteit zal verdubbelen van 9,5 GW in 2019 tot 18,1 GW tegen 2030.
Voor verschillende projecten voor windenergie op land is de omgevingsvergunning geweigerd.

### Oostenrijk

Aanvoer van elektriciteit in Oostenrijk per bron

De Oostenrijkse kooldioxide-uitstoot daalde in de periode 2005-2017 van 80 naar 70 megaton (8 ton per persoon) per jaar.p. 41 Elektriciteit-opwekking was in 2015 voor 21% fossiel, 62% waterkracht, 7% wind en 9% overig duurzaam.p. 109
De regering streeft naar 100% duurzame elektriciteit in 2030.

### Portugal

Primaire energiemix in Portugal (in % van het totale energieverbruik)

De uitstoot van kooldioxide in Portugal daalde in de periode 2005-2017 van 68 naar 57 megaton (5,5 ton per persoon) per jaar.p. 178 Elektriciteitsopwekking was in 2017 voor 60% fossiel, 10% waterkracht en 30% duurzaam.p. 186 In 2020 werd elektriciteit voor 38% fossiel, 25% met waterkracht, 25% met wind en 9% overig duurzaam opgewekt. In 2021 sluiten de laatste kolencentrales.
De regering streeft naar 80% duurzame elektriciteit in 2030, en 100% in 2050, met een leidende rol van zonne-energie. Een veiling van 24 licenties brak een wereldrecord, een van de 24 licenties werd verkocht voor 1,5 ct per kWh.
Het totale vermogen van zonnepanelen, 572 MW in 2018, zal in 2021 toegenomen zijn tot bijna 1600 MW.

### Zweden
De kooldioxide-uitstoot daalde in de periode 2005-2017 van 56 naar 51 megaton (5 ton per persoon) per jaar.p. 209 In 2016 was 54% van het Zweedse energiegebruik hernieuwbaar, het hoogste percentage in de EU. Het land streeft naar 100% hernieuwbare elektriciteitsproductie in 2040.
Elektriciteitsopwekking was in 2017 voor 1% fossiel, 40% nucleair, 39% waterkracht en 20% overig duurzaam.p. 198 De kernreactoren zijn oud; operationeel sinds 1974-1985.

### Finland
De uitstoot van kooldioxide in Finland is in de periode 2005-2017 gedaald van 58 naar 47 megaton (8 ton per persoon) per jaar.p. 97 Elektriciteit-opwekking was in 2017 voor 18% fossiel, 33% nucleair, 22% met waterkracht en 26% overig duurzaam.p. 131 Turf speelt een belangrijke rol en er is veel discussie over het milieueffect en de classificatie: is turf biomassa of fossiele brandstof of een langzaam hernieuwbare energiebron?
Er zijn vier kerncentrales, waaronder Kerncentrale Olkiluoto, en er is nationale consensus om door de bouw van twee nieuwe kerncentrales de verbranding van turf uit te faseren. De bouw van kerncentrales is ernstig vertraagd en veel duurder dan verwacht. Het land heeft in zijn granietrotsen een permanente bewaarplaats ingericht voor kernafval.
In 2018 produceerden windturbines 6,7% van het elektriciteitsgebruik.

### Noorwegen
Met waterkracht genereert Noorwegen meer elektriciteit dan het zelf gebruikt. In 2015 was het eindgebruik 80% van de totale productie van elektriciteit. Noorwegen exporteert elektriciteit naar onder andere Denemarken en Nederland, en importeert ook voor opslag in pompcentrales.
Het eindgebruik van fossiele brandstof gaat grotendeels naar de transportsector. Het energiegebruik in die sector is voor meer dan 90% fossielp. 182 hoewel bijna 40% van het wagenpark elektrisch kan rijden. Daardoor is de jaarlijkse kooldioxide-uitstoot vrij hoog, 45 miljoen ton (9 ton per persoon).p. 168
Noorwegen was het eerste land dat op industriële schaal een koolstofafvang- en opslagproject uitvoerde, op het olieveld Sleipner. Het project is beëindigd in 2002.

### Denemarken

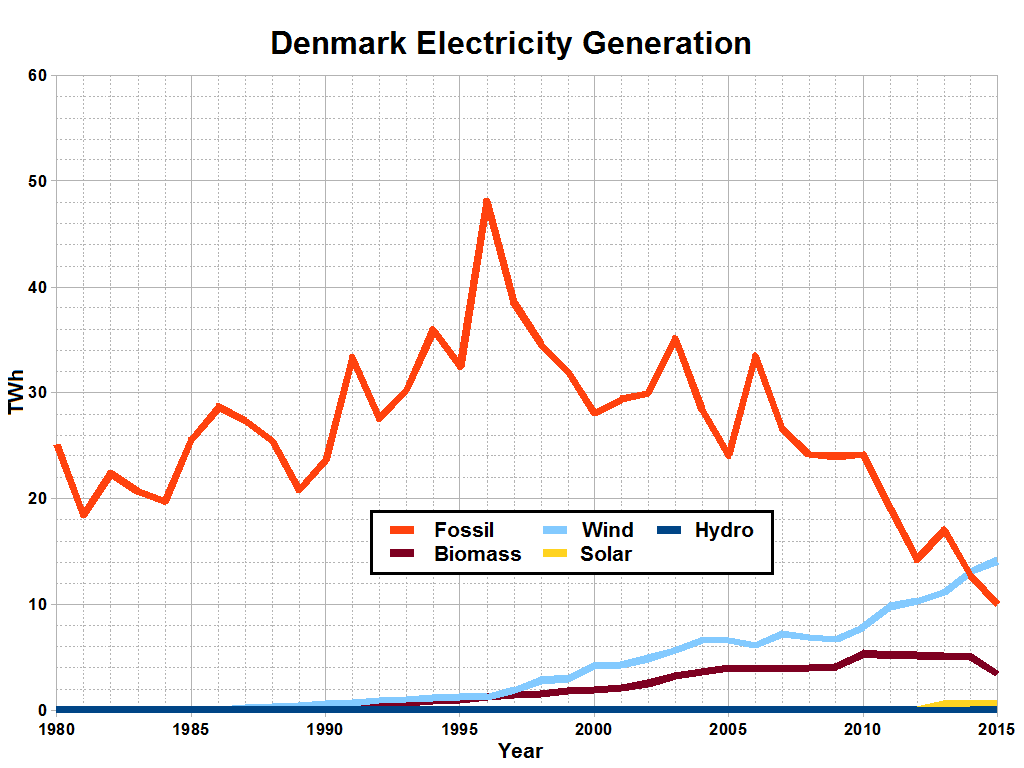
Elektriciteitsproductie in Denemarken per bron

De jaarlijkse kooldioxide-emissie daalde in Denemarken van 51 megaton in 2005 naar 34 Mt (6 ton per persoon) in 2017.p. 83
In 1985 werd na hevig debat besloten geen kerncentrales te bouwen in Denemarken. Het land koos in plaats daarvan voor duurzame energie. In 2017 werd 73% van de elektriciteit duurzaam opgewekt, vooral met wind.p. 125 Een robuuste verbinding tussen de waterkrachtturbines van Noorwegen en de windturbines van West-Denemarken is de sleutel tot succesvolle exploitatie van wind voor Denemarken. Ook energie-uitwisseling met andere buurlanden is van groot belang. 17% van de tijd overtrof windproductie de vraag; het overschot werd geëxporteerd naar Noorwegen, Zweden en Duitsland.
Het land streeft naar 100% duurzame elektriciteit en verwarming in 2035.

## Energietransitie in Amerika

### Verenigde Staten

Energieconsumptie in de VS (1776-2016)

In de periode 2005-2018 daalde in de VS de broeikasgasemissie van 7,1 naar 6,7 gigaton (21 ton per persoon) per jaar. Daarvan was het kooldioxideaandeel in 2018 5,2 Gt.p. 57,61
Van 2015 tot 2018 is windstroom verder toegenomen van 191 tot 275 TWh en PV stroom van 36 tot 93 TWh. In totaal leverden deze bronnen 9% van de 3946 TWh elektriciteit in 2018.
Het energiebeleid van de VS is herhaaldelijk mislukt. De VS had het Klimaatakkoord opgezegd in 2017 maar veel staten hebben beloofd zich wel aan het akkoord te zullen houden. Deze staten, 24 in getal in juni 2019, hebben zich gebundeld in de United States Climate Alliance. Maar de FEU verwachtte dat totdat het 80% aandeel van fossiele brandstoffen in de energiemix van de VS aanzienlijk is verminderd, deze inspanningen het gebrek aan beslissende federale actie om de uitstoot te verminderen niet zullen compenseren.
In januari 2021 is de VS weer toegetreden tot het Klimaatakkoord. President Joe Biden heeft een reeks orders ondertekend die tot doel hebben nieuwe olie- en gaswinning op openbare gronden te bevriezen en tegen 2030 windenergie op zee te verdubbelen. Hij beloofde ook de broeikasgasuitstoot van de VS tegen het einde van het decennium met de helft te verminderen en tegen 2050 koolstofneutraliteit te bereiken.

### Canada

Elektriceitsproductie in Canada

Elektriciteitsopwekking in Canada was in 2017 voor 19% fossiel, 15% nucleair, 60% met waterkracht en 6% overig duurzaam.p. 116 Het land exporteert elektriciteit naar de VS.
In de periode 2005-2018 was de broeikasgasemissie steeds circa 0,8 gigaton (22 ton per persoon) per jaar.p. 61,65 Er was gebrek aan consistentie in de energie- en klimaatstrategie. De in 2021 bijgewerkte klimaatstrategie van de Canadese federale overheid streeft naar vermindering van de uitstoot in 2030 met 32 tot 40%, met als doel om in 2050 volledig emissieneutraal te zijn.

### Mexico
Elektriciteitsopwekking was in 2017 voor 81% fossiel, 3% nucleair, 10% met waterkracht en 6% overig duurzaam.p. 172 In 2030 zou Mexico 46% van zijn elektriciteit duurzaam kunnen opwekken maar er is weinig ontwikkeling in deze richting.
In de periode 2008-2018 was de broeikasgasemissie steeds ca. 0,8 gigaton (ca. 6,5 ton per persoon) per jaar.p. 61,65

### Brazilië

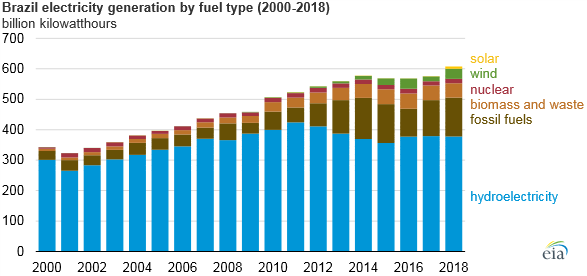
Elektriciteitsproductie in Brazilië per bron, 2000–2018

In Brazilië steeg in de periode 2005-2018 de broeikasgasemissie van 1,0 gigaton naar 1,3 Gt per jaar.p. 61
Volgens het Plano Decenal de Expansão de Energia (Tien jaar energie-uitbreidingsplan) genereerden niet-fossiele bronnen in 2016 80% van de elektriciteit: waterkracht 65%, andere duurzame bronnen 12% en kerncentrales 3%.
In de periode 2016-2026 groeit zonne- en windstroom van 6% naar 14%.

## Energietransitie in Azië
In Azië is sinds 2000 het energiegebruik verdubbeld en elektriciteitsopwekking bijna verdrievoudigd. In 2017 werd elektriciteit voor 76% met fossiele brandstof en 20% hernieuwbaar gegenereerd.p. 66

### China

Elektriciteitsproductie in China per bron

In China is sinds 2000 het energiegebruik meer dan verdubbeld en elektriciteit opwekking vervijfvoudigd. In 2017 werd elektriciteit voor 68% met kolen en 18% met waterkracht gegenereerd. China investeert veel in zonne- en windenergie, het aandeel van deze bronnen in het elektriciteitsgebruik stijgt snel, maar het was in 2016 pas 6%.p. 98 Kernenergie wordt gezien als een belangrijk instrument in de strijd tegen luchtvervuiling en klimaatverandering. Er zijn in het land vele kernreactoren in aanbouw (zie Kernenergie in China).
De broeikasgasemissie steeg van 8,2 gigaton in 2005 naar 14 Gt in 2018 (9,4 ton per persoon) per jaar. In 1990 was het nog 3,9 Gt. De kooldioxide-uitstoot was 11 Gt in 2018.p. 57,61,65
Volgens de Energie Productie en Consumptie Revolutie Strategie 2016-2030 zal tegen 2030 de helft van de elektriciteit opgewekt worden door niet-fossiele bronnen, duurzame en nucleaire. In 2017 werd RMB 765 miljard (USD 113 miljard) geïnvesteerd in de elektriciteitssector waarvan 85% in duurzame energie, grotendeels in zonne-energie. Maar een groot deel van de daarmee op te wekken elektriciteit werd dat jaar niet gebruikt door gebrekkige regelgeving.
Volgens de FEU zal de CO2-emissie tot 2030 blijven toenemen door economische groei en gebrek aan actie om het kolenverbruik te verminderen.
President Xi Jinping zei tijdens de Algemene Vergadering van de Verenigde Naties in september 2020 dat China vóór 2060 koolstofneutraliteit zou bereiken.

### India

Elektriciteitsproductie in India per bron

Sinds 2000 is het energiegebruik in India verdubbeld en elektriciteitsopwekking bijna verdrievoudigd. In 2017 werd elektriciteit voor 74% met kolen en 9% met waterkracht gegenereerd. India investeert veel in zonne- en windenergie, het aandeel van deze bronnen in het elektriciteitsgebruik stijgt snel, maar het was in 2017 pas 5%.p. 222
De broeikasgasemissie steeg van 2,1 gigaton in 2005 naar 3,7 Gt in 2018 (1,8 ton per persoon) per jaar veroorzaakt door stijgend gebruik van kolen en gas. In 1990 was het nog 1,4 Gt. De kooldioxide-uitstoot was 2,6 Gt in 2018.p. 57,61,65
Van 2015 tot 2018 is het geïnstalleerde windvermogen gestegen van 23 tot 34 GW en het PV vermogen van 4 tot 22 GW.
India wil 175 GW duurzaam elektrisch vermogen hebben in 2022 en 500 GW in 2030, dat is dan 40% van het totale geïnstalleerde vermogen.
Volgens de FEU zal de CO2-emissie tot 2030 niet afnemen door economische groei.

### Japan

Elektriciteitsproductie in Japan per bron

In Japan daalde het nucleaire aandeel in de elektriciteitsopwekking tussen 2011 en 2013 van 25% naar 1% als gevolg van de kernramp van Fukushima. In 2017 werd elektriciteit voor 71% met kolen en gas en 8% met waterkracht gegenereerd.p. 156
Van 2005 tot 2018 was de broeikasgasemissie steeds ongeveer 1,4 gigaton (11 ton per persoon) per jaar.p. 61,65 Japan bevordert zonne-energie en investeert in drijvende windturbines op zee. Volgens het Energieplan 2015 zal in 2030 na herstart van kerncentrales elektriciteit 21% nucleair en 23% duurzaam zijn.
Japan zal zijn koolstofuitstoot in 2050 tot nul terugbrengen.

### Zuid-Korea
De broeikas-emissie in Zuid-Korea was in 1990 nog 0,3 gigaton. Het steeg van 0,6 Gt in 2005 naar 0,8 Gt in 2018 (15 ton pp).p. 57,61,65 Toen genereerden hernieuwbare bronnen nog 3% van het elektriciteitsgebruik.p. 160
De regering wil het aandeel duurzame elektriciteit verhogen tot 20% in 2030 en 35% in 2040, en stoppen met het verlengen van de levensduur van verouderde kerncentrales.

### Indonesië

Elektriciteitsproductie in Indonesië per bron

In 1990 was de broeikasgasemissie in Indonesië nog 0,4 gigaton. Het steeg van 0,7 Gt in 2005 naar 1,0 Gt in 2018.p. 61 In 2017 genereerden hernieuwbare bronnen 13% van het elektriciteitsgebruik.p. 226
Steenkool levert het grootste deel van de Indonesische energie en dat lijkt zo te blijven tot minstens 2025, ook al heeft het land een enorm onbenut potentieel om energie op te wekken uit geothermie, zon, wind en golven. Het parlement stelt in 2020 een wetsvoorstel op over hernieuwbare energie.

### Midden-Oosten
In het Midden-Oosten bevinden zich de Perzische Golfstaten en Jordanië, Libanon, Syrië, Oman en Jemen.
De energievraag is toegenomen van 365 megaton olie-equivalent (Mtoe) in 2000 tot 763 Mtoe in 2018, en zal verder groeien tot 1206 Mtoe in 2040 volgens bekendgemaakt beleid.
Jordanië en de Verenigde Arabische Emiraten zijn begonnen met grote zonne-energieprojecten. In de afgelopen zes jaar zijn in Saoedi-Arabië investeringen aangekondigd van meer dan $ 350 miljard, gericht op hernieuwbare energie, maar er is nog vrijwel geen constructie begonnen. Saoedi-Arabië, Turkije, Jordanië en de Verenigde Arabische Emiraten zetten ook in op kernenergie om de uitstoot van CO2 terug te dringen. De eerste kernreactor in de Arabische wereld is in 2020 in gebruik genomen in de Verenigde Arabische Emiraten.

## Energietransitie in Afrika

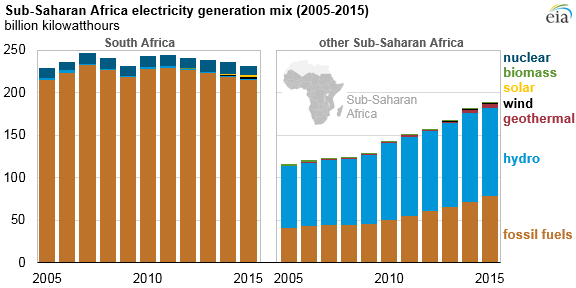
Elektriciteitsproductie in Zuid-Afrika en Sub-Sahara-Afrika per bron

De kooldioxide-emissie was in 2018 1,4 gigaton (1,1 ton pp).
De enorme natuurlijke hulpbronnen van Afrika betekenen dat goedkope schone energietechnologieën genoeg potentieel hebben.
In Noord-Afrika heeft bijna iedereen elektriciteit, maar ten zuiden van de Sahara hebben 600 miljoen mensen, de helft van de bevolking in dit continent, geen elektriciteit. De verwachting is dat dit aantal in 2030 zal afnemen tot 530 miljoen en daarna weer zal toenemen door sterke bevolkingsgroei.
In 2017 genereerden waterkracht 15% en andere hernieuwbare bronnen 3% van de elektriciteit. Biomassa en afval leverden 60% van het brandstofgebruik.p. 63
De Wereldbank financiert mini-grids: kleine zonne- en windenergieprojecten.

### Zuid-Afrika
In Afrika stoot Zuid-Afrika het meeste broeikasgas uit per jaar: 0,6 Gt, 10 ton pp. Van 2005 tot 2018 is dat weinig veranderd.p. 61,65 Oorzaak is elektriciteitsopwekking, voor meer dan 90% met kolenp. 235 door Eskom, eigendom en de grootste onderneming van de staat. De overheid moedigt ontwikkeling van zonne- en windenergie aan, maar is ook afhankelijk van de inkomsten van Eskom, dat bijna bankroet is. Het streven is naar veel meer waterkracht en CSP (concentrating solar power) in 2040.section 12.11

### Egypte
De broeikasgasemissie in Egypte is vrijwel constant 0,3 gigaton (3,5 ton pp) per jaar.p. 61,65 Elektriciteit werd in 2017 voor 9% hernieuwbaar opgewekt, grotendeels met waterkracht.p. 301 Het doel is het percentage duurzame stroom in 2025 te verhogen tot 42% door in de woestijn van 's werelds grootste PV zonnepark te bouwen.

### Marokko
In Marokko groeide de kooldioxide-emissie van 44 megaton in 2005 tot 62 Mt in 2017 (1,7 ton per persoon). Elektriciteit werd in 2015 voor 15% hernieuwbaar opgewekt.
Marokko is van plan om in 2020 42% van zijn elektriciteit hernieuwbaar te genereren, en in 2030 52%, waarbij zon, wind en waterkracht elk een derde van het totaal leveren. Bij Ouarzazate kwam in 2018 de 580 MW CSP (concentrating solar power) zonnecentrale in bedrijf, kosten $ 9 miljard.

## Energietransitie in Australië

Elektriciteitsproductie in Australië per bron

De broeikasgasemissie in Australië was in 1990 nog 0,5 gigaton. In de periode 2005-2018 was het ongeveer constant 0,7 Gt (ca. 30 ton p.p.).p. 61,65 In 2017 genereerde waterkracht 6% en andere hernieuwbare bronnen 10% van het elektriciteitsgebruik.p. 107
Het nationale energiebeleid is een mislukking. De meeste regeringen van de deelstaten hebben echter gezorgd dat Australië in 2019 21% van zijn elektriciteit uit duurzame bronnen krijgt. De ontwikkeling van zonne- en windenergie gaat snel. Met dit tempo ligt Australië op schema om 50% hernieuwbare elektriciteit te bereiken in 2024 en 100% in 2032. Inzet van opslag (pompcentrales en accu's) en sterkere hoogspanningsleidingen tussen deelstaten kunnen worden gebruikt om een 100% hernieuwbaar energienet te stabiliseren tegen bescheiden kosten.

## Energietransitie in lucht- en scheepvaart
De kooldioxide-uitstoot van lucht- en scheepvaart wordt niet meegenomen in de uitstootstatistiek van landen en regio's. Wereldwijd was het voor de scheepvaart 0,7 Gt en voor luchtvaart 0,5 Gt in 2017.p. 27/28
Dat zijn enkele procenten van de totale uitstoot van kooldioxide, maar verwacht wordt dat het tegen 2050 zal oplopen tot bijna 40%, tenzij verdere mitigerende maatregelen worden genomen. Niet-CO2-emissies, stikstofoxiden en waterdamp, zijn voor twee derde verantwoordelijk voor klimaatopwarming door luchtvaart, CO2 voor een derde.
Elektrificering en het gebruik van biobrandstof zijn nog in de ontwikkelingsfase.
Redersverenigingen willen dat er via een toeslag op de brandstofprijs een innovatiefonds komt voor verduurzaming van de zeescheepvaart. Volgens critici is dit plan zonder doelstelling betreffende de uitstootreductie niet effectief.

## Energietransitie scenario's

### IEA-scenario's
Het Stated Policies (Verklaard Beleid) Scenario is "extrapolatief": het IEA gaat na waarheen aangekondigd beleid, zoals uitgedrukt in officiële doelstellingen en plannen, het energiesysteem zal leiden. Tegen 2040 zal de wereldwijde vraag naar energie een kwart toenemen. Wereldwijde energiegerelateerde CO2-emissies zullen blijven stijgen, voortijdige sterfgevallen als gevolg van luchtvervuiling zullen toenemen en in 2030 zouden er nog steeds ongeveer 620 miljoen mensen zijn zonder toegang tot elektriciteit. Dit scenario zou een grote druk leggen op alle aspecten van het wereldwijde energiesysteem.
Het Sustainable Development (Duurzame Ontwikkeling) Scenario is "normatief": het gaat na hoe universele toegang tot energie voor 2030, sterke vermindering van de uitstoot van luchtverontreinigende stoffen, en wereldwijde klimaatdoelstellingen in overeenstemming met het Akkoord van Parijs bereikt kunnen worden.
In 2030 kan de totale vraag naar primaire energie onder het huidige niveau worden gehouden door verhoging van de efficiëntie, koolstofarme bronnen (hernieuwbaar en nucleair) kunnen hun aandeel tot 30% verhogen, aardgas en olie nemen toe, steenkool daalt snel (zie tabel 2.1, 3.1, 4.1 en 5.1). De uitstoot van CO2 kan worden gereduceerd tot 25 Gt, voornamelijk door de efficiëntie en het aandeel van hernieuwbare energie te vergroten. In 2040 kan 67% van de elektriciteit duurzaam worden opgewekt, 11% nucleair en 21% met olie en gas, waarvan 5% met behulp van koolstofafvang (zie figuur 6.4).
In 2050 zou het aandeel van koolstofarme bronnen in de primaire energievoorziening 60% kunnen bedragen en de CO2 uitstoot 10 Gt (tabel 2.1).
De wereldwijde gemiddelde jaarlijkse energie-investering in de periode 2020 tot 2040 zou kunnen stijgen van $ 2,7 tot $ 3,9 biljoen, waarvan $ 0,5 tot $ 0,7 biljoen voor hernieuwbare energiebronnen (tabel 1.7).
In eerdere IEA-scenario's uit de jaren 2010 tot 2017 heette het Stated Policies scenario New Policies Scenario. Volgens critici werd dit beschouwd als de belangrijkste gids voor beslissingen over energiebeleid en misbruikt door overheden om alsnog nieuwe projecten voor fossiele energie te verantwoorden om te voorzien in de stijgende energiebehoefte, in weerwil van de doelstellingen van het Akkoord van Parijs.
Op 17 mei 2021 publiceerde het IEA, op verzoek van de Britse regering, een scenario in het rapport Net Zero by 2050 om vóór 2050 de uitstoot van koolstofdioxide te reduceren tot netto nul. Om dit te bereiken, moet volgens het agentschap per direct gestopt worden met het zoeken naar olie en gas en het bouwen van kolencentrales. Verder zouden de investeringen verhoogd moeten worden van $ 2 biljoen (€ 1,64 biljoen) naar $ 5 biljoen in 2030. Het aandeel van zonne- en windenergie zouden in het scenario verdrievoudigd worden in de periode tot 2030. In 2050 zou er jaarlijks 7,6 gigaton CO2 ondergronds opgeslagen moeten worden.

### Alternatieve scenario's
Onder redactie van Sven Teske zijn scenario's gemaakt door een team van 20 wetenschappers aan de University of Technology Sydney, het Deutsches Zentrum für Luft- und Raumfahrt, en de University of Melbourne met IEA-data, maar gericht op overgang naar bijna 100% duurzame energie in 2050, en met onder andere herbebossing, maar zonder de risico's van kernenergie, kooldioxide-afvang en niet-duurzaam biomassagebruik (Chapter 1). De kosten zouden veel minder zijn dan de 5 biljoen dollar per jaar die regeringen nu besteden aan subsidies voor de fossielebrandstofindustrie, die verantwoordelijk is voor klimaatverandering (blz.ix).
In het scenario van 2 °C opwarming kan de wereldwijde primaire energieproductie in 2040 450 EJ = 10.800 Mtoe zijn, of 400 EJ = 9560 Mtoe in het scenario +1,5 °C, veel lager dan nu. Duurzame bronnen kunnen hun aandeel vergroten tot 300 EJ in het scenario +2 °C of 330 PJ in het scenario +1,5 °C in 2040. In 2050 kan duurzame energie bijna alle energievraag dekken. Niet-energetisch gebruik zal nog fossiele grondstof nodig hebben. Zie Fig.5 op p.xxvii in het Executive Summary.
Duurzame energiebronnen zullen in de wereld 88% van de elektriciteit opwekken in 2040 en 100% in 2050 in de alternatieve scenario's. “Nieuwe” duurzamen — grotendeels wind, zon en geothermie — zullen 83% bijdragen aan alle elektriciteitsopwekking (p.xxiv).
Verschuivingen zijn nodig van de binnenlandse luchtvaart naar het spoor en van weg naar spoor. Personenautogebruik moet in de OESO-landen na 2020 afnemen (maar zal toenemen in ontwikkelingslanden). De afname van personenautogebruik zal gedeeltelijk worden gecompenseerd door een sterke toename van het openbaar vervoer per spoor en bussystemen. Zie Fig.4 op p.xxii.
CO2-emissie kan verminderen van 32 Gt in 2015 tot 7 Gt (+2 °C-scenario) of 2.7 Gt (+1,5 °C-scenario) in 2040, en tot nul in 2050 (p.xxviii).
Deze scenario's zijn, evenals die van het IEA, gebaseerd op computersimulaties.
Vele scenario's zijn mogelijk. De acties van regeringen zullen beslissend zijn voor het te volgen pad. Vanaf 2019 is er nog steeds een kans om de opwarming van de aarde onder de 1,5 °C te houden als er geen fossielebrandstofcentrales meer worden gebouwd en sommige bestaande fossielebrandstofcentrales vroegtijdig worden gesloten, samen met andere maatregelen zoals herbebossing.